# 高炜 (1962年)
高炜（1962年—），男，安徽人，美国科罗拉多州立大学土壤与作物科学系教授、中国科学院大学博士生导师。

## 生平
1982年7月毕业于南京信息工程大学（原南京气象学院），毕业后分配至安徽科技学院任教，先后任助教、讲师。1987年7月于安徽师范大学获英语文学第二学士学位，1992年12月于美国密西西比州立大学获硕士学位，1997年5月于美国普渡大学获博士学位。1997年6月至1999年10月，在美国国家大气研究中心作博士后研究。1999年11月起任教于美国科罗拉多州立大学，历任助理教授、教授。2007年1月任华东师范大学长江学者讲座教授，曾担任华东师范大学校长助理，资源与环境科学学院院长，地理信息科学教育部重点实验室主任。现任美国科罗拉多州立大学副校长。
主要从事大气（紫外）辐射，卫星遥感应用，大气/生态环境监测评估，区域气候模型，生态系统模型等领域的研究工作。2005年，当选国际光电工程学会会士（SPIE Fellow）。

## 社会兼职
国务院侨办海外专家咨询委员会委员，教育部高等学校教学指导委员会大气科学类专业教学指导委员会委员，中国地理学会常务理事，《Journal of Applied Remote Sensing》、《Frontiers of Earth Science》主编，《科技导报》副主编。